# Ksawery Ciełuchowskie
Ksawery Ciełuchowskie – kolonia w Polsce, w województwie kujawsko-pomorskim, w powiecie lipnowskim, w gminie Kikół.
Do 31 grudnia 2024 miejscowość była częścią wsi Ciełuchowo.